# Sonic Chaos
Sonic Chaos, Japans:ソニック＆テイルス, (ook bekend als Sonic & Tails en Sonic the Hedgehog Chaos) is een videospel uit de Sonic the Hedgehog-franchise. Het spel werd ontwikkeld door Aspect, en uitgebracht door Sega voor de Sega Master System en Sega Game Gear.
In 2004 werd het spel opnieuw uitgebracht als onderdeel van Sonic Mega Collection Plus op de PlayStation 2, Xbox en PC en zit als extra spel op Sonic Adventure DX: Director's Cut voor de Nintendo GameCube en PC.
Sonic Chaos is het eerste Sonic-spel uit het 8-bitstijdperk met Tails als een bespeelbaar personage.

## Verhaallijn
De verhaallijn van Sonic Chaos draait zoals bij veel Sonic-spellen om Dr. Robotniks nieuwste plan voor wereldoverheersing. Hij heeft de rode chaosdiamant gestolen, waardoor de overige chaosdiamanten hun balans verliezen en getransporteerd worden naar een parallel universum. Door het verdwijnen van de chaosdiamanten begint South Island weg te zinken in de zee. Sonic en Tails moeten de diamanten terughalen om het eiland te redden en Robotnik te stoppen.

## Gameplay
De gameplay is gelijk aan voorgaande 8-bit Sonic-spellen. Wel kan de speler ditmaal zowel Sonic als Tails besturen. Ook kan Sonic in dit spel zijn Spin Dash-aanval uitvoeren.
Een andere vaardigheid van Sonic in dit spel is de Strike Dash, waarbij men Sonic op zijn plaats snelheid op laat bouwen zodat hij tijdelijk extra hard kan rennen.
De chaosdiamanten die Sonic moet vinden zijn in dit spel verborgen in de extra levels. Om in een extra level te komen moet Sonic in de reguliere levels 100 ringen verzamelen. Elk speciaal level heeft een ander thema waarin de speler onder andere moet vliegen, springen of een doolhof oplossen. De laatste diamant is in handen van Robotnik. Hij moet worden verslagen om deze diamant te krijgen.
Spelen met Tails is relatief gezien makkelijker. Hij kan vliegen, heeft in het begin van het spel meer levens en kan net als Sonic de extra levels betreden.

## Zones
Er zijn in totaal zes zones in het spel, elk bestaande uit drie levels. Het laatste level bevat altijd een eindbaasgevecht.
- Turquoise Hill
- Gigalopolis
- Sleeping Egg
- Mecha Green Hill
- Aqua Planet
- Electric Egg

## Ontvangst
| Beoordeeld door                 | Platform            | Datum            | Score |
| ------------------------------- | ------------------- | ---------------- | ----- |
| Power Unlimited                 | Game Gear           | februari 1994    | 93%   |
| Entertainment Weekly            | Game Gear           | 11 februari 1994 | 91%   |
| GamePro (USA)                   | Game Gear           | november 1993    | 90%   |
| Sega Force                      | Game Gear           | januari 1994     | 90%   |
| Defunct Games                   | Game Gear           | 16 april 2006    | 87%   |
| Electronic Gaming Monthly (EGM) | Game Gear           | januari 1994     | 82%   |
| SEGA-Mag (Objectif-SEGA)        | SEGA Master System  | 30 maart 2008    | 70%   |
| Jeuxvideo.com                   | Wii Virtual Console | 11 maart 2011    | 65%   |
| Jeuxvideo.com                   | Game Gear           | 20 december 2011 | 65%   |
| Nintendo Life                   | Wii Virtual Console | 3 februari 2009  | 40%   |

## Vervolgen
Als opvolger voor Sonic the Hedgehog Chaos bracht Sega in 1994 Sonic Triple Trouble uit. Dit spel was exclusief voor de Game Gear.